# Planinasus ambiguus
Planinasus ambiguus är en tvåvingeart som beskrevs av Cresson 1914. Planinasus ambiguus ingår i släktet Planinasus och familjen savflugor. Inga underarter finns listade i Catalogue of Life.